# Приморска Сена
Приморска Сена (фр. Seine-Maritime) департман је у северној Француској. Припада региону Горња Нормандија, а главни град департмана (префектура) је Руан. Департман Приморска Сена је означен редним бројем 76. Његова површина износи 6.278 км². По подацима из 2010. године у департману Приморска Сена је живело 1.250.411 становника, а густина насељености је износила 199 становника по км².
Овај департман је административно подељен на:
- 3 округа
- 69 кантона и
- 745 општина.

## Демографија
| 2011.     |
| --------- |
| 1.251.282 |